# Felipe de Cáceres
Felipe de Cáceres (Madrid, Corona de Castilla, ca. 1515 – Imperio español, después de 1595) fue un conquistador, explorador y colonizador español que se desempeñó como gobernador interino del Río de la Plata y del Paraguay, con sede en Asunción, entre el 11 de diciembre de 1568 hasta el 14 de julio de 1572.

## Biografía hasta las expediciones contra los aborígenes hostiles

### Origen familiar y primeros años
Felipe de Cáceres había nacido hacia 1515 en la villa de Madrid que estaba integrada en la entonces Corona de Castilla, la cual en 1516 se unió a la de Aragón para conformar a la Corona de España con el rey Carlos I, convertido en el año 1520 en el flamante emperador Carlos V. 

### Viaje a Sudamérica en la expedición de Mendoza
Cáceres formó parte de la expedición del adelantado Pedro de Mendoza que partió hacia el Río de la Plata en 1536, en calidad de oficial real, con el cargo de contador. 

### Diversas expediciones de conquista y exploración
Emprendió una campaña contra los payaguás, itatines y guacharapos o guarapayos, estos lo emboscaron con 10 000 lanzas el 12 de noviembre de 1568 pero Cáceres consiguió una celebrada victoria.

## Gobernador interino del Río de la Plata y del Paraguay

### Nombramiento del interinato por el adelantado
El día anterior, el 11 del corriente, era nombrado por Juan Ortiz de Zárate como gobernador interino del Río de la Plata y del Paraguay, cuando partió para España a confirmar su nombramiento de adelantado ante el monarca.
Al año siguiente, en el día 1 de enero, entró triunfante en Asunción del Paraguay y fue nombrado oficialmente gobernador por su lugarteniente asunceno Juan de Ortega, para luego emprender una expedición al delta del Río de la Plata en 1570.

### Deportación a España por instigación del obispo de Asunción
Tras dos años de gobierno debido a su mal genio y despotismo fue acusado de herejía, por lo cual, sería encarcelado y depuesto por los partidarios del obispo fray Pedro Fernández de la Torre el 14 de julio de 1572.

### Reemplazo en el interinato por Suárez de Toledo
El teniente de gobernador asunceno Martín Suárez de Toledo, pasaría a ser el nuevo interino del Río de la Plata hasta que llegara el adelantado, y ejerciendo el gobierno le encargó a Juan de Garay una expedición por el río Paraná con el objetivo de fundar un pueblo que facilitara a la ciudad de Asunción la salida marítima y la comunicación con el reino peninsular, además le encargaría la escolta de la carabela San Cristóbal de la Buenaventura capitaneada por Ruy Díaz de Melgarejo que zarpaba el 14 de abril de 1573 en donde llevaría preso a España al depuesto Cáceres y al obispo Fernández de la Torre que lo custodiaba para formular oficialmente la acusación ante la Corte.

### Absuelto de culpa y cargo en la Corte española
Durante el largo viaje a España, el obispo fallecería cuando hicieran escala en la villa lusobrasileña de San Vicente en mayo de 1574 y al llegar Felipe de Cáceres a destino, fue sometido a juicio y finalmente sería absuelto de culpa y cargo.

## Teniente de gobernador de Santa Fe y deceso

### Nombramiento por el nuevo adelantado
De regreso a Sudamérica el nuevo adelantado Juan Torres de Vera y Aragón lo designó como teniente de gobernador de Santa Fe en el año 1588, ejerciéndolo hasta enero de 1594.

### Fallecimiento
Felipe de Cáceres fallecería siendo muy longevo en alguna parte del Imperio español.